# Tianwen
Cet article concerne le poème Tianwen (天问) attribué à Qu Yuan. Pour le noble de l'État de Qi, voir Tian Wen. Pour l'astronomie et le prénom chinois Tianwen (天文), voir Astronomie chinoise. Pour la sonde spatiale chinoise vers la planète Mars, voir Tianwen-1.

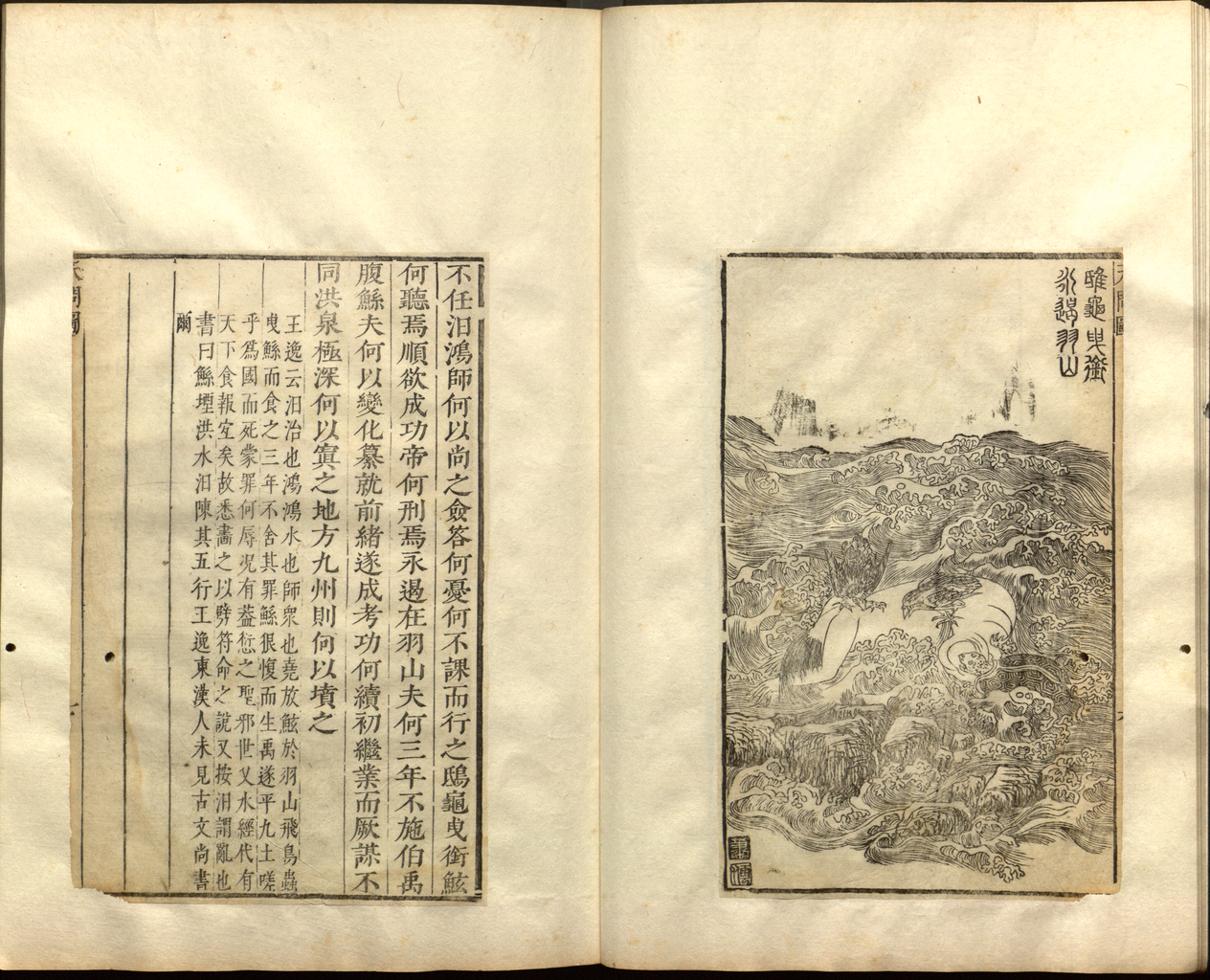
Le poème Questionnement au Ciel dans le recueil « Li Sao Illustré » illustré par Xiao Yuncong (1596-1673) et gravé par Tang Yongxian.

Tianwen (chinois simplifié : 天问 ; chinois traditionnel : 天問 ; pinyin : Tiānwèn ; litt. « ciel demande ») ou Questionnement au Ciel est un poème attribué à Qu Yuan qui fait partie des Chants de Chu, une anthologie de poèmes de la période des Royaumes combattants. Il se présente comme une série d'interrogations faisant allusion à la mythologie chinoise.

## Description
Chaque vers s'adresse au Ciel (天) sous forme interrogative. Les 172 questions posées concernent la mythologie chinoise, les anciennes croyances religieuses, leurs contradictions apparentes et leurs énigmes.
Les nombreuses allusions à la mythologie et aux croyances de l'Antiquité chinoise font considérer ce poème comme le document le plus précieux dans ce domaine et lui valent le surnom de « trésor de la mythologie chinoise » 
La légende raconte que Qu Yuan l'écrit après avoir contemplé diverses scènes représentées dans les temples, et plus précisément les représentations des dieux et des ancêtres sur les murs du temple ancestral de Chu visité après son exil de la cour, il aurait écrit ses questions sur les murs même de ce temple.

## Style
Le style poétique de Questions au Ciel diffère de celui des autres Chants de Chu à l'exception des Neuf chants.
Une de ses particularités les plus notables est l'utilisation de vers de 4 caractères, comparable au Classique des vers alors qu’il est proche du Dao de jing pour le vocabulaire.
Ces caractéristiques font dire à David Hinton que le poème pourrait provenir de sources orales traditionnelles plus anciennes remises en forme par Qu Yuan. Pour lui, l'effet poétique de Questions au Ciel découle en grande partie de leur caractère fragmentaire et énigmatique et au sens du mystère qui imprègne tout le poème.

## Influence
David Hinton considère que Questions au Ciel et les Neuf chants introduisent le chamanisme de l'ancienne tradition populaire et orale dans l'univers littéraire de la poésie chinoise et influencent les œuvres ultérieures de Qu Yuan telles que le Li sao.
Questions au Ciel influence aussi d'autres auteurs. Par exemple Li He compose sous la dynastie Tang un poème dont la traduction en anglais par le sinologue A. C. Graham sous le titre Don't Go Out of the Door sera à l'origine de la chanson Set the Controls for the Heart of the Sun de Roger Waters interprétée par les Pink Floyd. Les derniers vers du poème de Li He se réfèrent explicitement à Qu Yuan : « Souvenez-vous de l'homme qui délirait devant le mur, y inscrivant ses Questions au Ciel ! ».
L'Américaine Gjertrud Schnackenberg (en) reprend le titre du poème de Qu Yuan pour son élégie en six poèmes Heavenly Questions composée à la mort de son mari Robert Nozick en 2002. Son œuvre obtient en 2011 le Griffin Poetry Prize.